# Graphania sphagnea
Graphania sphagnea är en fjärilsart som beskrevs av Felder 1874. Graphania sphagnea ingår i släktet Graphania och familjen nattflyn. Inga underarter finns listade i Catalogue of Life.